# When a dog loves a cat
When a dog loves a cat of 當狗愛上貓 is een TVB-serie die van 21 juli 2008 tot 15 augustus 2008 uitgezonden werd op TVB Jade en TVB High Definition Jade. Het beginlied van de serie is gezongen door Myolie Wu.

## Rolverdeling
- Gallen Lo als MC/Miu Chun 苗隼 (spreek uit als [Miew Chun])
- Myolie Wu als Chow Chi-Yu 周自喻
- David Lui als Chow Chi-Jim 周自沾
- Margie Tsang als Shui Tin-Lan 水天蘭
- Raymond Wong als Ying Hoi-Leung 應海亮
- Bernice Liu als Man Chi-Kei 文梓淇
- Wilson Tsui als Lam Cho-Chi 林佐治
- Kwok Fung als Chow But-Gau 周不苟
- Benz Hui als Miu Dai-Moo 苗大武
- Mannor Chan als Wong Mei-Wah 王美華
- Tracy Ip als Cheung Ka-Ka 張嘉嘉
- hond 1 als Siu-Pa 小巴
- hond 2 als Tai-Pa 大巴
- poes als CanCan

## Verhaal
Chow Chi-Yu (Myolie Wu) heeft een zwerfhond gevonden, die hij voor zijn vader verbergt, omdat zijn vader hondenvanger is en straathonden haat. Chi-Yu heeft een nieuwe baan gevonden bij een reclamebureau. Als vader de straathond Siu-Pa ontdekt, zegt Chiu-Yu dat de hond van de buurman is (later ontdekt Chi-Yu dat zijn buurman zijn baas op het reclamebureau is).
Zijn baas Miu Chun (Gallen Lo) is vaak eenzaam en chagrijnig. Hij is zijn beide ouders kwijt geraakt en heeft helemaal geen zin om zijn vader Miu Dai-Moo (Benz Hui) opnieuw te zien. Maar op een dag komt hij hem weer tegen, maar hij wil geen vader-zoonrelatie hebben en probeert elk contact te vermijden. Omdat Miu Chun weinig vrienden en familie heeft, vestigt hij zijn aandacht vooral op zijn poes Can Can (spreek uit als Ken Ken).
Op een dag heeft het reclamebureau een hond nodig voor een nieuwe reclamecampagne. De directeur van het bedrijf vindt de hond Siu-Pa geschikt. Hij geeft Miu Chun de opdracht om de hond te verzorgen en onderdak te geven.
Miu Chun haat honden, omdat zijn vriendin door een hond is overleden. De honden die zijn vriendin verzorgde waren Siu-Pa en Tai-Pa. Na het ongeluk heeft Miu Chun de honden weggejaagd en werden ze straathonden. Tai-Pa was een paar jaar daarvoor als door Chi-Yu opgevangen in het hondenfokbedrijf van zijn vader. Maar omdat Tai-Pa een virus bij zich had en alle andere honden had besmet, haat Chi-Yu's vader sindsdien straathonden.